# San Giorgio e il drago (Tintoretto)
San Giorgio e il drago è un dipinto olio su tela (157,5x100,3 cm) di Jacopo Tintoretto, databile al 1560 circa e conservato nella National Gallery di Londra.

## Storia
L'opera è ricordata da Carlo Ridolfi, biografo del Tintoretto come «gratiosissimo pensiero di san Giorgio che uccide il Drago, con la figliuola del Re che impaurita sen fugge».
Il formato, relativamente piccolo, farebbe pensare a un'opera destinata alla devozione privata, piuttosto che a un altare. Fu vista nel 1648 a Palazzo Correr, a Venezia, sebbene non si sappia se sia stata dipinta proprio per i Correr o meno.

## Descrizione e stile
Con la promessa degli abitanti di una città (Trebisonda in Anatolia o, secondo altre fonti Silene in Libia) a convertirsi al Cristianesimo se fosse stato ucciso il pericoloso drago che minacciava la città, san Giorgio prese incarico dell'impresa, uccise la pericolosa belva e liberò la figlia del sovrano.
Scena assai popolare nel Rinascimento, poiché permetteva di mettere in scena ideali di tipo cavalleresco, fu immaginata da Tintoretto con un'impaginazione assai originale, che ne sottolinea gli aspetti più drammatici e teatrali. La principessa è in primo piano e sta correndo via dal mostro procedendo verso lo spettatore, mentre il vento le gonfia il mantello rosa, legato a una spalla e in vita, e produce un drappeggio espressivo: ciò serve a enfatizzare il senso di movimento ed energia. Non si può escludere che l'enfasi data ai panni nelle sue opere sia legata alla frequentazione, da bambino, della bottega del padre tintore, dove tessuti appena colorati venivano messi ad asciugare al sole, sventolando in forme varie e interessanti.
Dietro, su una collinetta, si vede il santo su un cavallo bianco, che sta affondando la sua lancia in bocca alla belva: un uomo morto, una delle ultime vittime del drago, giace nel piano intermedio ed ha una posa che ricorda quella della crocifissione, simboleggiando i pericoli del male nei confronti della cristianità.
Sullo sfondo si innalzano le mura solenni della città, in riva al mare e, in cielo, uno sfolgorio luminoso accompagna l'apparizione di una figura divina benedicente, a sottolineare l'orchestrazione di Dio nell'atto di salvezza. Secondo la Controriforma infatti l'enfasi è da porre sull'aspetto divino, fonte del potere del cavaliere, piuttosto che sull'eroicità della sua impresa.
Insolitamente il protagonista su cui converge lo sguardo dello spettatore non è il santo, ma la donna, grazie alla densa macchia di colore rosa intenso del panneggio, soprattutto in relazione con l'oscurità del terreno su cui procede e il tono blu del suo vestito. La posa della donna, inclinata verso destra dalla sua corsa, è bilanciata a sinistra da un tronco d'albero altrettanto inclinato, che ha anche il ruolo di guidare successivamente l'occhio di chi guarda verso il secondo piano e lo sfondo, attirato dall'aurea luminosa che si sprigiona tra le nubi. Il punto di vista basso enfatizza ulteriormente questa scansione spaziale, aiutata anche dal ripetersi dei colori del vestito della donna: il blu nel perizoma dell'uomo morto, il rosa nei pantaloni di san Giorgio.
La tecnica usa pennellate dense di colore e stese in maniera sommaria, che si ricompongono al meglio guardando il dipinto da lontano. In alcune zone, come il cielo e le mura, usò la sua tecnica "ridotta", di grande modernità, ma che per ai suoi contemporanei poteva apparire come un segno di trascuratezza.